# 10499 Sarty
10499 Sarty è un asteroide della fascia principale. Scoperto nel 1986, presenta un'orbita caratterizzata da un semiasse maggiore pari a 2,2870638 au e da un'eccentricità di 0,2240999, inclinata di 6,48644° rispetto all'eclittica.